# Ana Aslan
Ana Aslan (ur. 1 stycznia 1897 w mieście Braiła, zm. 20 maja 1988 w Bukareszcie) – rumuńska lekarka specjalizująca się w gerontologii. Wynalazła preparat stosowany w leczeniu chorób wieku starczego Gerovital H3. Była profesorem uniwersytetu w Timișoarze (1945-1948), następnie dyrektorem Zakładu Fizjologii w Instytucie Endokrynologicznym w Bukareszcie (1948-1952) a także dyrektorem Instytutu Geriatrii w Bukareszcie.